# Salto con gli sci ai XXI Giochi olimpici invernali - Gara a squadre
Nel salto con gli sci ai XXI Giochi olimpici invernali la gara a squadre dal trampolino lungo si disputò nella località di Whistler il 22 febbraio 2010 sul trampolino K125 del Whistler Olympic Park Ski Jumps e parteciparono 12 squadre nazionali, che effettuarono due salti con valutazione della distanza e dello stile. Ogni squadra era composta da quattro atleti; ai fini del punteggio vennero conteggiati tutti e quattro i salti di ogni serie. Alla seconda serie di salti furono ammesse solo le prime otto classificate della prima serie.
La squadra campione olimpica uscente, che aveva conquistato l'oro nella precedente edizione di Torino 2006, era l'Austria; dei saltatori che formavano quella squadra, ovvero Andreas Widhölzl, Martin Koch, Andreas Kofler e Thomas Morgenstern, il primo non fu presente per difendere il titolo essendosi ritirato nella stagione 2007-2008, mentre Koch non fu incluso nel quartetto che gareggiò a Vancouver.

## Classifica
La giornata degli atleti è cominciata alle 8:30 locali con un salto di prova, mentre le due serie di salti sono iniziate rispettivamente alle 10:00 e 10:40.
| Posizione | Nazione                                                                            | Distanza primo salto (m) | Punteggio primo salto         | Posizione primo salto | Distanza secondo salto (m) | Punteggio secondo salto       | Posizione secondo salto | Punteggio totale |
| --------- | ---------------------------------------------------------------------------------- | ------------------------ | ----------------------------- | --------------------- | -------------------------- | ----------------------------- | ----------------------- | ---------------- |
| 1         | Austria Wolfgang Loitzl Andreas Kofler Thomas Morgenstern Gregor Schlierenzauer    | 138,0 132,0 135,5 140,5  | 547,3 140,4 126,1 135,9 144,9 | 1                     | 138,5 142,0 135,0 146,5    | 560,6 141,8 138,6 135,0 145,2 | 1                       | 1107,9           |
| 2         | Germania Michael Neumayer Andreas Wank Martin Schmitt Michael Uhrmann              | 137,0 128,5 128,0 135,0  | 509,3 135,6 120,3 119,9 133,5 | 2                     | 136,5 139,0 122,0 140,0    | 526,5 134,7 141,7 106,6 143,5 | 2                       | 1035,8           |
| 3         | Norvegia Anders Bardal Tom Hilde Johan Remen Evensen Anders Jacobsen               | 128,0 127,5 131,5 138,0  | 504,0 118,4 118,5 126,7 140,4 | 3                     | 127,0 139,0 129,5 140,5    | 526,3 117,1 141,7 122,1 145,4 | 3                       | 1030,3           |
| 4         | Finlandia Matti Hautamäki Janne Happonen Kalle Keituri Harri Olli                  | 133,5 128,5 123,0 134,0  | 490,2 129,8 120,3 108,4 131,7 | 4                     | 130,0 139,0 132,0 134,5    | 524,4 123,5 142,2 126,6 132,1 | 4                       | 1014,6           |
| 5         | Giappone Daiki Itō Taku Takeuchi Shōhei Tochimoto Noriaki Kasai                    | 129,5 125,5 128,0 133,5  | 484,7 122,1 113,4 118,4 130,8 | 5                     | 133,5 129,5 132,0 140,0    | 523,0 130,8 122,1 126,6 143,5 | 5                       | 1007,7           |
| 6         | Polonia Stefan Hula Łukasz Rutkowski Kamil Stoch Adam Małysz                       | 129,0 123,0 126,5 136,5  | 484,0 122,2 108,4 116,2 137,2 | 6                     | 127,5 134,5 139,5          | 512,7 118,5 132,6 143,1       | 6                       | 996,7            |
| 7         | Rep. Ceca Antonín Hájek Roman Koudelka Lukáš Hlava Jakub Janda                     | 129,0 131,0 125,0 128,0  | 477,4 121,2 124,3 112,5 119,4 | 7                     | 135,0 135,5 126,0 129,0    | 504,4 134,0 134,4 114,3 121,7 | 7                       | 981,8            |
| 8         | Slovenia Primož Pikl Mitja Mežnar Peter Prevc Robert Kranjec                       | 124,0 126,5 132,0 129,0  | 472,2 109,2 114,7 127,1 121,2 | 8                     | 119,5 131,0 127,5 139,0    | 486,6 102,1 124,3 118,0 142,2 | 8                       | 958,8            |
| 9         | Francia Vincent Descombes Sevoie David Lazzaroni Alexandre Mabboux Emmanuel Chedal | 125,0 108,5 127,5        | 419,8 111,0 112,0 78,8 118,0  | 9                     |                            |                               |                         | 419,8            |
| 10        | Russia Pavel Karelin Denis Kornilov Il'ja Rosljakov Dmitrij Ipatov                 | 114,5 129,5 119,5 118,5  | 414,1 90,6 122,1 101,1 100,3  | 10                    |                            |                               |                         | 414,1            |
| 11        | Stati Uniti Anders Johnson Peter Frenette Taylor Fletcher Nicholas Alexander       | 115,5 124,5 88,5 119,0   | 340,0 92,4 111,1 36,3 100,2   | 11                    |                            |                               |                         | 340,0            |
| 12        | Canada MacKenzie Boyd-Clowes Trevor Morrice Eric Mitchell Stefan Read              | 105,0 101,0 102,0 114,0  | 294,6 72,0 64,8 66,6 91,2     | 12                    |                            |                               |                         | 294.6            |